# Jeppe Nevers
Jeppe Nevers (født 1978) er en dansk historiker og ph.d., som er professor ved Syddansk Universitet (SDU). Hans forskningsområder er moderne dansk og europæisk historie med særlig vægt på politisk historie, erhvervshistorie samt begrebs- og idéhistorie. Han har bl.a. modtaget Syddansk Universitets guldmedalje og Uddannelses- og Forskningsministeriets EliteForsk-prisens-rejselegat 2007.

## Publikationer (uddrag)
- (2020) Nye industrihistorier: Robotbyen Odense og andre industribyer i forandring. Syddansk Universitetsforlag. ISBN 9788740833256 (red. m. Kristoffer Jensen og Jens Toftgaard)
- (2020) Søfartshistorier: Danmarkshistorien til søs. Gads Forlag. ISBN 9788712058236 (red. m. Anders Ravn Sørensen)
- (2018) Democracy in Modern Europe: A Conceptual History. Berghahn Books. ISBN 9781785338472 (red. m. Jussi Kurunmäki og Henk te Velde)
- (2017) Den Hielmstierne-Rosencroneske Stiftelse. Syddansk Universitetsforlag. ISBN 9788740830927

- (2016) En verden af viden: Syddansk Universitet 1966-2016. Syddansk Universitetsforlag. ISBN 9788776749668
- (2013) Liberalisme: Danske og internationale perspektiver. Syddansk Universitetsforlag. ISBN 9788776746773 (red. m. Niklas Olsen og Casper Sylvest)

- (2013) Det produktive samfund: Seks kapitler af industrialiseringens idéhistorie. Syddansk Universitetsforlag. ISBN 9788776747220
- (2011) Fra skældsord til slagord: Demokratibegrebet i dansk politisk historie. Syddansk Universitetsforlag. ISBN 9788776745530

- (2007) Reinhart Koselleck: Begreber, tid og erfaring. Hans Reitzels Forlag. ISBN 9788741250199 (red. m. Jens Busck og Niklas Olsen)

- (2005) Kildekritikkens begrebshistorie: En undersøgelse af historiefagets metodelære. Syddansk Universitetsforlag. ISBN 87-7674-024-2
- (2004) Historiefagets teoretiske udfordring. Syddansk Universitetsforlag. ISBN 87-7838-940-2 (red. m. Per H. Hansen)

## Reference
1. ↑   på findresearcher.sdu.dk hentet 28. oktober 2022
2. ↑  En undersøgelse af demokratibegrebets indtog i dansk politik fra 1700-tallet og frem til tiden umiddelbart efter anden verdenskrig